# Charles de Solier, Señor de Morette
Charles de Solier, señor de Morette (c. 1480 – 1 de febrero de 1552), hijo de Aubertin de Solier, señor de Morette (c. 1465–1545), fue un militar y diplomático francés. 
Fue durante mucho tiempo ayuda de cámara (gentilhomme de la chambre) de Francisco I de Francia. Sirvió varias veces como embajador en Inglaterra entre octubre de 1526 y junio de 1535. Morette estaba en Londres en 1534 cuando Enrique VIII intentaba conseguir el apoyo francés para repudiar a Catalina de Aragón, buscando una alianza contra el emperador Carlos V. En aquellas fechas Hans Holbein el Joven pintó su famoso retrato. Holbein también pintó Los embajadores, lienzo en el que representó a otros dos diplomáticos franceses, Jean de Dinteville, señor de Polisy y Georges de Selve, obispo de Lavaur en 1533. Charles de Solier fue sucedido como embajador por Antoine de Castelnau, obispo de Tarbes.
El señor de Morette contrajo nupcias dos veces. Su primera mujer fue Silvie de Pont (c. 1480 – ?) con quien tuvo tres hijos:
- François de Solier, señor de Morette (c. 1495 - 1541)
- Charles de Solier (c. 1500 – 1525)
- Jacques de Solier (c. 1500 – 1551)

Con su segunda mujer, Lucie Valles, tuvo una hija:
- Marie de Solier (c. 1520 – ?)

Murió el 1 de febrero de 1552 en Plessis-lèz-Tours y fue enterrado en la iglesia de San Gregorio de Minimes, Tours. 